# Dareios III
Dareios III Kodomannos, född cirka 380 f.Kr., död 330 f.Kr., var dotterson till Artaxerxes II och storkung av Persien. 
Han var son till Arsames och Sisygambis och därmed sonson till Dareios II och dotterson till Artaxerxes II Mnemon. Han gifte sig med Stateira II, som möjligen var hans syster, och blev far till Stateira III och Drypetis.
Dareios uppsattes på Persiens tron 336 f. Kr. genom att en eunuck som hette Bagoas lät mörda Dareios föregångare och hela dennes familj. När Bagoas också tänkte mörda Dareios fick den senare dock höra talas om detta och tvingade eunucken att dricka sitt eget gift.
Dareios roll i historien är främst som Alexander den stores motståndare. Hans liv kantades av olika olyckor och tragedier såväl inom privatlivet som inom världspolitiken. Han besegrades av Alexander i slaget vid Granikos 334 f.Kr., slaget vid Issos 333 f.Kr. och vid Gaugamela–Arbela 331 f.Kr. varav följden blev det persiska rikets undergång. Efter nederlagen flydde han upp i bergen tillsammans med resterna av sin armé. Han planerade att åter samla ihop en slagkraftig styrka med hjälp av trupper från de östra regionerna i riket, bland annat Baktrien och Sogdiana. 
Några av hans undersåtar under ledning av generalen Bessos som också var satrap av Baktrien beslutade att avsätta storkonungen och använda Dareios som någon slags bytesvara med Alexander. Dareios ställning hade skadats av nederlagen och hans stöd var så svagt att baktrierna kunde rusa in i hans tält och gripa honom utan att några livvakter gjorde motstånd. När Alexander fick höra om kuppen satte han genast högsta fart med en liten skara ryttare, och när Bessos och de andra kuppmakarna fick höra om detta beslutade de att fly. Men Dareios vägrade att vara behjälplig mot förrädarna och lät sig inte placeras på en hästrygg. Då höggs han med flera dolkhugg för att han inte skulle falla levande i Alexanders händer. En makedonisk soldat fann honom i en vagn där han låg och stönade av smärta med endast en liten hund som sällskap, han bad om vatten vilket han fick. Därefter uttryckte han sin tacksamhet till soldaten över att inte behöva dö i ensamhet.

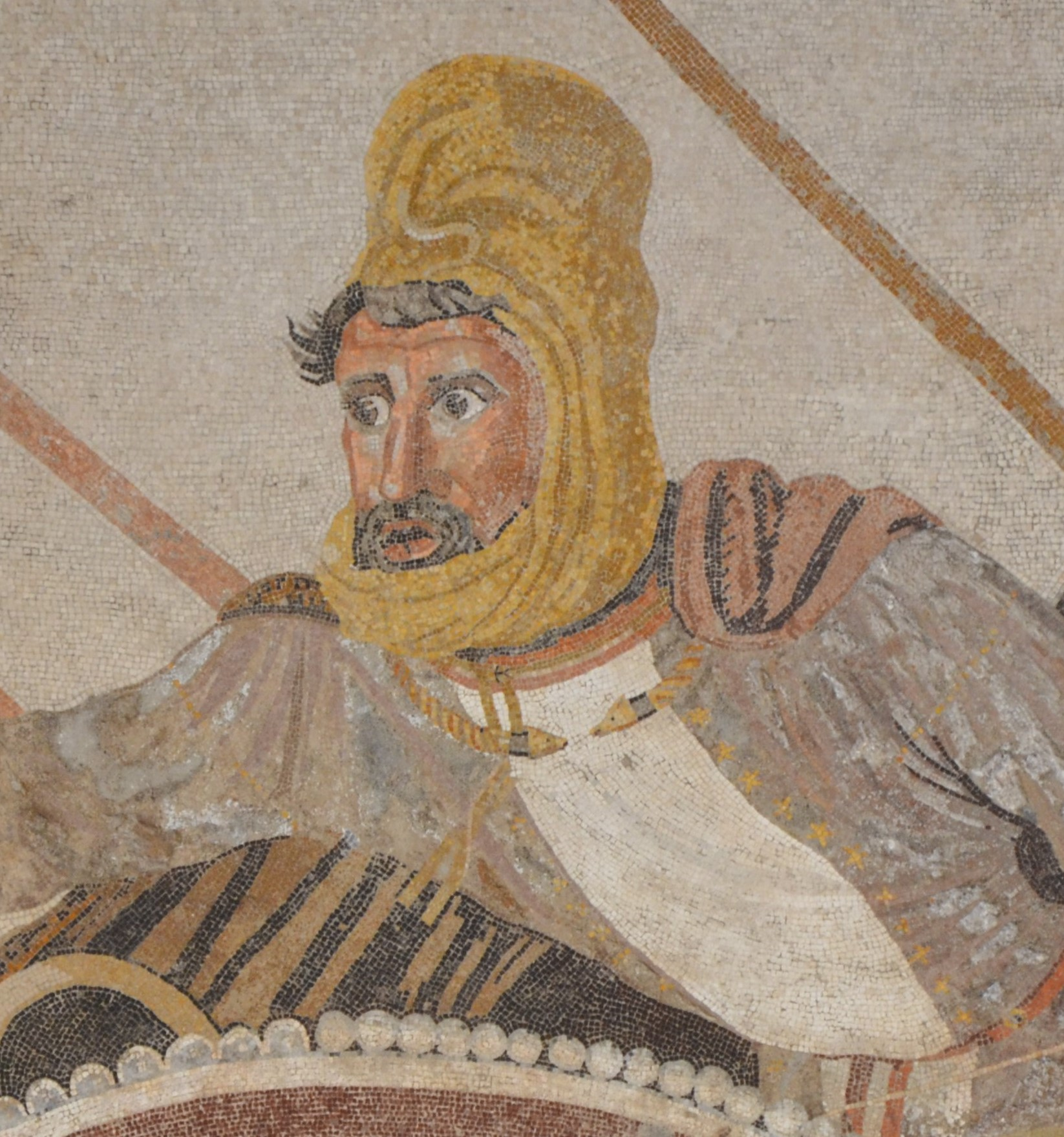
Dareios III i strid mot Alexander den store under slaget vid Issos, detalj ur Alexandermosaiken funnen i Pompeji.